# 阿德默勒尔蒂湾 (加拿大)
72°30′N 086°00′W / 72.500°N 86.000°W
阿德默勒尔蒂湾（英語：Admiralty Inlet）位于加拿大北部努纳武特地区巴芬岛西北岸，西靠布罗德半岛，东为博登半岛（Borden Peninsula），北与兰开斯特海峡相通，长370公里，宽3～32公里。沿岸地势陡峭，从海面直接升到海拔300～460米。位于东北岸的北极湾村为一个探矿和狩猎基地。